# Julio Cesar Green
Julio Cesar Green est un boxeur dominicain né le 19 mai 1967 à Las Terrenas.

## Carrière
Champion d'Amérique du Nord NABF des super-welters en 1993, il devient champion du monde des poids moyens WBA le 23 août 1997 en battant aux points William Joppy. Mais Green s'incline lors du combat revanche le 31 janvier 1998 ainsi que lors du 3e combat. Il met finalement un terme à sa carrière en 2004 après deux nouvelles défaites contre Byron Mitchell et Mikkel Kessler.